# Numan Kurtulmuş

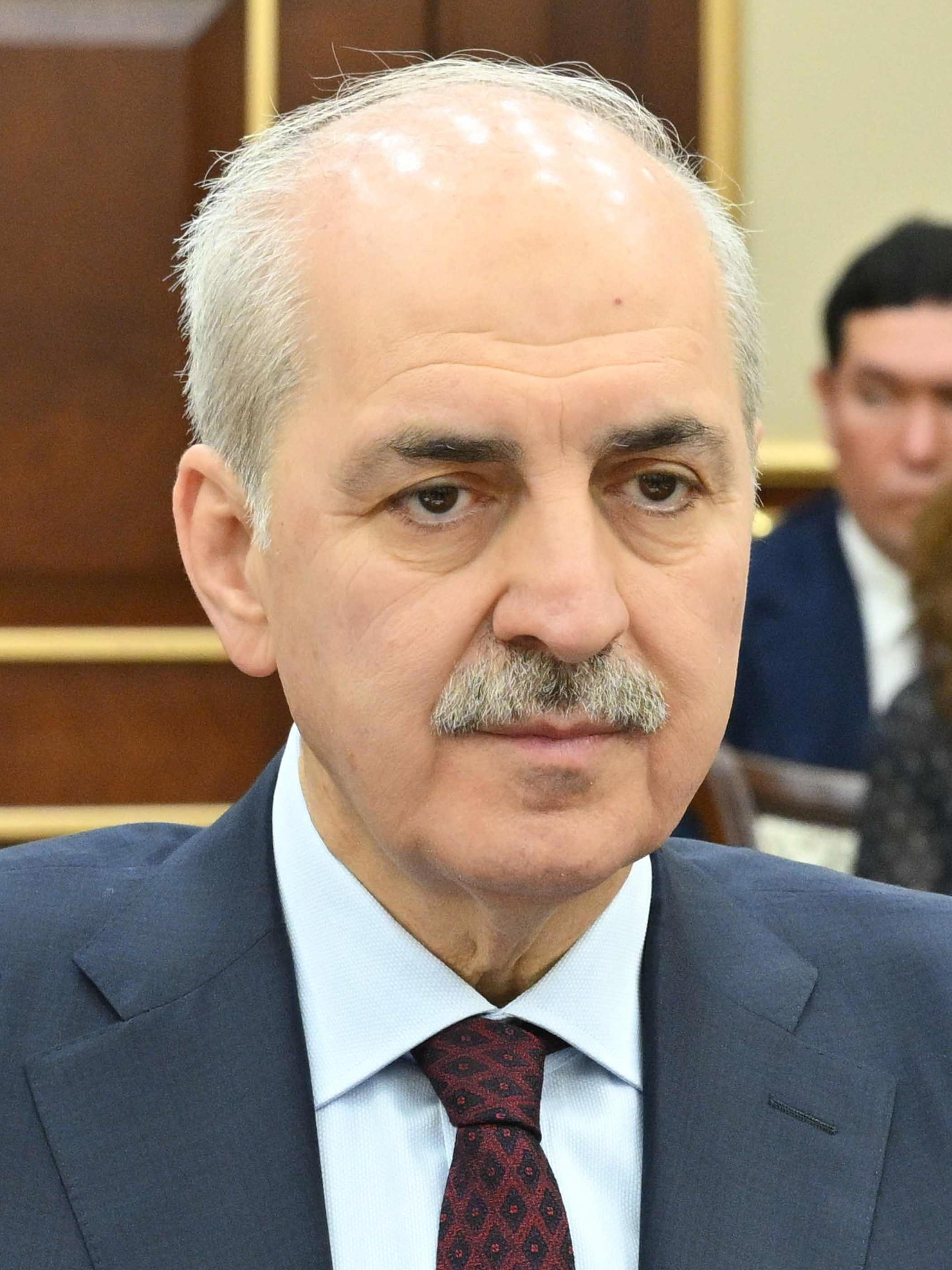
Numan Kurtulmuş während seines Besuchs in Kasachstan im Jahr 2024

Numan Kurtulmuş (* 23. März 1959 in Ordu) ist ein türkischer Politiker und Anhänger der Millî-Görüş-Bewegung. 2010 trennte er sich von der islamistischen Glückseligkeitspartei (SP) und war Mitbegründer der Partei der Volksstimme (HAS). Bis Juli 2018 war er Minister für Kultur und Tourismus der Regierungspartei AKP.

## Leben
Numan Kurtulmuş wurde 1959 an der Schwarzmeerküste in Altınordu geboren. Nach eigenen Angaben war er bereits im Alter von zehn Jahren ein Bewunderer des islamistischen Politikers Necmettin Erbakan. Nach dem Schulabschluss an einer İmam-Hatip-Schule in Istanbul studierte er an der wirtschaftswissenschaftlichen Fakultät der Universität Istanbul (Abschluss 1982)
Von 1988 bis 1989 war er in den USA an der „Temple University School of Business & Management“ und von 1990 bis 1993 an der „Cornell University New York State School of Industrial & Labor Relations“. 1994 wurde er Dozent an der Universität Istanbul. 1996 veröffentlichte er ein Buch mit dem Titel Sanayi Ötesi Dönüşüm.
2004 wurde er Professor an der 2001 gegründeten privaten „Handelsuniversität Istanbul“ (İstanbul Ticaret Üniversitesi).
Seine Ehefrau Sevgi Kurtulmuş hat ebenfalls an der „Cornell University New York State School of Industrial & Labor Relations“ studiert und in Istanbul unterrichtet und wurde 1998 von Dekan Kemal Alemdaroğlu wegen Tragen eines Kopftuchs nach Abmahnungen entlassen. Ihre Beschwerde gegen die Entlassung wurde vom Europäischen Gerichtshof für Menschenrechte abgelehnt. Sie ist Gründungsmitglied des Verbands AKDER (Ayrimciliga Karsi Kadin Haklari Dernegi, Verband für Frauenrechte gegen Diskriminierung), der sich insbesondere für die Aufhebung des Kopftuchverbots einsetzt und an vorderster Front in die Arbeit für die Ziele der Millî-Görüş-Bewegung eingebunden ist.

## Politisches Leben
Numan Kurtulmuş war 1998 der Tugendpartei (FP) beigetreten und dort der Vorsitzende der Partei für Istanbul. Nach dem Verbot der FP trat er der Saadet Partisi bei und war dort der Vorsitzende der Partei für Istanbul und gleichzeitig stellvertretender Vorsitzender für die Partei. Er galt als ein führender Funktionär der jüngeren Generation und als „Kronprinz Erbakans“.
Als Hauptquelle der Probleme der heutigen Zeit identifiziert Kurtulmuş die modernen westlichen Werte. Für „das wichtigste soziale Projekt in der Geschichte der türkischen Republik“ hält er die Imam-Hatip-Schulen und arbeitet mit der Vereinigung der Imam-Hatip Schulen Absolventen Önder zusammen.
Beim Parteitag am 26. Oktober 2008 wurde Kurtulmuş mit 924 von 946 Stimmen zum neuen Vorsitzenden gewählt als Nachfolger von Recai Kutan. Zur Mobilisierung von Anhängern setzt Kurtulmuş auf Proteste und Demonstrationen, beispielsweise gegen die dänischen Karikaturen Mohammeds, gegen das amerikanische „Massaker in Falludscha“ und gegen den „Genozid“ in Gaza.
In den Kommunalwahlen vom 29. März 2009 errang die Saadet Partisi landesweit 5,2 Prozent der Stimmen, im Vergleich zu den Kommunalwahlen 2004 hat die SP somit ihr Ergebnis verbessert. Laut Wahlanalysten gab es einen beachtlichen Anteil von Wählern, die von der AKP zur SP gewandert sind. Dies wurde vor allem auf das vergleichsweise „modernere“ Image des neuen Parteivorsitzenden zurückgeführt.
Bei einem Parteitag im Juli 2010 wurde Kurtulmuş zum Parteivorsitzenden wiedergewählt. Es kam jedoch zu einem Konflikt mit Erbakan, da Kurtulmuş Familienmitglieder und Freunde Erbakans nicht auf seiner Wahlliste zum Parteivorstand aufstellte. Bei dem Parteitag waren 1250 Delegierte anwesend. Erst nach der dritten Wahlperiode konnte Kurtulmuş mit 310 Stimmen zum Parteivorsitzenden wiedergewählt werden. Die meisten delegierten enthielten sich ihrer Stimme und verweigerten Kurtulmuş ihre Unterstützung. Der parteiinterne Streit eskalierte im August mit körperlichen Auseinandersetzungen bei einem Iftar-Festessen von Kurtulmuş und einem Gerichtsverfahren, welches der SP Neuwahlen verordnete. Am 1. Oktober 2010 gab Kurtulmuş offiziell bekannt, dass er als Vorsitzender der Saadet Partisi und gleichzeitig als Mitglied zurücktritt.
Am 1. November 2010 gründete er seine Partei Halkın Sesi Partisi (Partei der Stimme des Volkes). Mitte September zeichnete sich eine Fusion der HAS mit der AKP ab. Auf dem außerordentlichen Parteitag am 19. September 2012 stimmte die HAS dem Plan zu. Kurtulmuş wurde dann später auf dem Parteitag der AKP im Oktober 2012 in als Experte für wirtschaftliche Angelegenheiten in den Parteivorstand gewählt.
In den Kabinetten von Davutoğlu (I, II, III) war er als einer der Stellvertreter des Ministerpräsidenten tätig. Bevor er im Kabinett Yıldırım seinen Posten als Kultur- und Tourismusminister antrat, war er auch hier stellvertretender Ministerpräsident.